# Jimmy Floyd Hasselbaink
Jerrel Floyd Hasselbaink (Paramaribo, Suriname, 27 de març de 1972), més conegut com a Jimmy Floyd Hasselbaink, és un exfutbolista neerlandès, que ocupava la posició de davanter.

## Trajectòria
Inicia la seua carrera a les files del Telstar, fins que el 1991 passa a l'AZ Alkmaar, on roman tres anys. Passa un any en blanc i a l'agost de 1995 recala al modest SC Campomaiorense. L'any següent s'incorpora al Boavista FC. Amb els de Porto marca 20 gols en 23 partits i guanya la Copa de Portugal.
Al juny de 1997, és transferit al Leeds United per 2 milions de lliures. Al club de la Premier League esdevé un dels davanters amb més gol del campionat, tot sumant 23 dianes eixe any i 21 el següent. No renova amb el Leeds i de cara a la campanya 99/00 fitxa per l'Atlètic de Madrid per 12 milions de lliures. Signa una gran temporada, essent el màxim golejador de primera divisió, amb 24 gols. Però, no són suficients perquè el seu club mantinga la categoria.
Per 15 milions de lliures, a l'estiu del 2000 torna a Anglaterra, al Chelsea FC. A la campanya 00/01 fa 23 gols en 35 partits amb els londinencs, que li valen de finir com al màxim golejador de la Premier League. Va formar una dupla atacant amb l'islandès Eidur Gudjohnsen en el seu segon any, en el qual marca un total de 29 gols. A les dues següents temporades, el neerlandès no va reeixir tant i el Chelsea va fitxar altres davanters com el romanès Mutu i l'argentí Crespo. Tot i això, la temporada 03/04 va ser de nou el màxim golejador del club. En total, en 4 temporades, va jugar 177 partits amb el Chelsea, en els quals va materialitzar 87 gols.
El 2004 recala al Middlesbrough FC. Eixa temporada marca 13 gols en 36 partits. A l'any següent, arriba a la final de la Copa de la UEFA, la qual perdrien davant el Sevilla FC. De cara la temporada 06/07 s'incorpora al Charlton Athletic FC. L'any següent se'n al Cardiff City, amb qui arriba a la final de la FA Cup.

## Selecció
Hasselbaink va disputar 23 partits amb la selecció dels Països Baixos, en els quals va marcar nou gols. Va participar en el Mundial de 1998.
Ha estat un dels cinc jugadors que ha debutat amb el combinat absolut neerlandès sense haver disputat cap partit a l'Eredivisie, amb Jordi Cruyff, Rob Reekers, Willi Lippens i Wim Hofkens.

## Palmarès
- Copa portuguesa: 1997
- Supercopa portuguesa: 1997
- Màxim golejador de la primera divisió espanyola: 99/00
- Màxim golejador de la Premier League: 98/99, 00/01
- FA Community Shield: 2000